# Փ
Pyur, Pyowr o Piwr (mayúscula: Փ, minúscula: փ, en armenio: փյուր) es la 35ª letra del alfabeto armenio. 
Representa la oclusiva bilabial sorda aspirada (/pʰ/).
Su forma mayúscula es homoglífica a la letra cirílica Ef, a la letra griega Phi y al símbolo de la fricativa bilabial sorda. La forma en minúscula es similar a la letra Tyun con dos líneas verticales adicionales que sobresalen en la parte superior e inferior. Tiene un valor de 8000.

## Códigos informáticos
| Carácter      | Փ                            | Փ                            | փ                          | փ                          |
| ------------- | ---------------------------- | ---------------------------- | -------------------------- | -------------------------- |
| Unicode       | ARMENIAN CAPITAL LETTER PIWR | ARMENIAN CAPITAL LETTER PIWR | ARMENIAN SMALL LETTER PIWR | ARMENIAN SMALL LETTER PIWR |
| Codificación  | decimal                      | hex                          | decimal                    | hex                        |
| Unicode       | 1363                         | U+0553                       | 1411                       | U+0583                     |
| UTF-8         | 213 147                      | D5 93                        | 214 131                    | D6 83                      |
| Ref. numérica | &#1363;                      | &#x553;                      | &#1411;                    | &#x583;                    |

## Galería

Yerkatagir
Grchatagir
Bolorgir
Notrgir
Shghagir